# ياسونوري إيمامورا
ياسونوري إيمامورا (باليابانية: 今村泰典؛ بالكانا: いまむら やすのり) هو عازف آلة وترية ‏ ياباني، ولد في 19 أكتوبر 1953 في ساكاي في اليابان.

## وصلات خارجية
- الموقع الرسمي
- ياسونوري إيمامورا على موقع ميوزك برينز (الإنجليزية)
- ياسونوري إيمامورا على موقع ديسكوغز (الإنجليزية)